# Königstadt-Carrée
Das Königstadt-Carrée, auch Office-Tower, ist ein zwischen 2007 und 2011 errichtetes 80 Meter hohes Hochhaus in Berlin-Friedrichshain an der Kreuzung Otto-Braun-Straße/Mollstraße, in der Nähe des U-Bahnhof Schillingstraße und des Alexanderplatz. Das Königstadt-Carrée wird hauptsächlich für gewerbliche Büroflächen und als Hotel genutzt.

## Geschichte

### Mehlschwalbenhaus

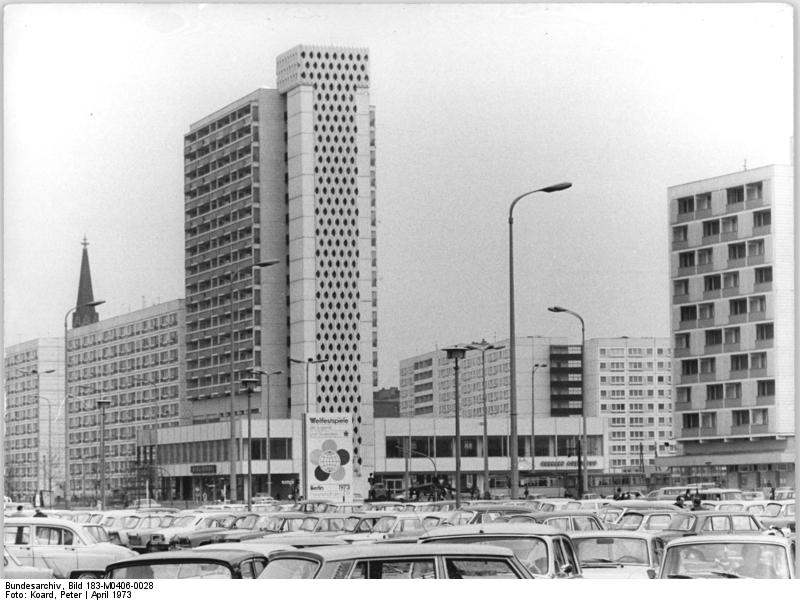
Mehlschwalbenhaus im April 1973

Vor dem Bau des Königstadt-Carrée befand sich auf dem Gelände das 45 m hohe Mehlschwalbenhaus, welches im Jahre 1973 in einer Stahlbetonskelettbauweise fertiggestellt worden ist. Die Hauptnutzung des Mehlschwalbenhaus bestand in gewerblicher Büronutzung. Der Renommierbau musste wegen statischer Mängel geräumt werden, sodass, nachdem die letzten Nutzer im Sommer 1989 ausgezogen waren, dieses elf Jahre leer stand. Im Zuge dessen übernahmen Mehlschwalben das Gebäude und begonnen dort zu nisten. Am 3. September 2001 begann jedoch der Abriss des Gebäudes durch die Bauart Beteiligungs GmbH & Co. Mollstraße KG um dem Königstadt-Carrée platz zu machen. Die Abtragung des Plattenbaus wurde im Jahre 2002 fertiggestellt.

### Königstadt-Carrée
Der Bau des 25 geschossigen Königstadt-Carrée mit einer Höhe von 76,80 m begann im Jahre 2007 und wurde 2011 fertiggestellt. Die Architekten für das Bauvorhaben waren die STP Architekten unter dem Bauherr Manfred Herrmann mit der Bauart Beteiligungs GmbH & Co. Mollstraße KG. Hauptmieter des Königstadt-Carrée ist die Mercedes-Benz Bank, welche ca. 10.000 m² der Bürofläche belegen.

## Baubeschreibung
Das Bauensemble wird durch seine verglaste Vorhangfassade charakterisiert. Im 22 geschossigen Hauptgebäude befindet sich die Mercedes-Benz Bank. An das Hauptgebäude grenzt ein 10 geschossiges teilweise verglaste Nebengebäude, welches ein Hotel beinhaltet. An der westlichen Ecke des Nebengebäudes befindet sich zudem ein Dachterrasse. Teile der Fassade des Nebengebäudes sind als Arkaden gestaltet. Mittig befindet sich zudem eine Zufahrt zu einer Tiefgarage mit 157 Stellplätzen.